# Dietmar Pfeifer (Fußballspieler)
Dietmar Pfeifer (* 22. April 1940 in Chemnitz; † 17. September 2010 in Wismar) war ein deutscher Fußballspieler und Fußballtrainer, der den FC Carl Zeiss Jena in der DDR-Oberliga trainierte.

## Sportliche Laufbahn
Der diplomierte Sportlehrer, der in seiner aktiven Zeit in den 1950er und 1960er Jahren in Nachwuchsmannschaften des SC Karl-Marx-Stadt und beim SC Rotation Leipzig spielte, begann seine Trainerlaufbahn in Mecklenburg beim SC Traktor Schwerin. Nach Stationen bei den Junioren des FC Carl Zeiss Jena, in Ghana, Äthiopien und Indien wurde Pfeifer 1983 wieder Nachwuchstrainer in Jena. Dort löste er während der Saison der DDR-Fußball-Oberliga 1983/84 nach acht sieglosen Spieltagen Hans Meyer als Trainer der Oberligamannschaft ab. Pfeifer führte die Mannschaft vom vorletzten auf den zehnten Tabellenrang, wurde aber, nachdem auch der folgende Saisonstart mit nur einem Sieg in den ersten sechs Spielen misslang, durch Lothar Kurbjuweit ersetzt.
Zwischen 1987 und 1990 trainierte Pfeifer die TSG Wismar in der Bezirksliga Rostock, die er 1989 als Meister abschloss, in der Aufstiegsrunde zur DDR-Liga aber scheiterte. Bis zu seinem Tod im September 2010 engagierte sich Pfeifer beim Landesfußballverband Mecklenburg-Vorpommern als Referent im Bildungsausschuss. Dort war er für die Ausbildung und Qualifizierung von Trainern bis zur C-Lizenz verantwortlich.